# Archangelski Ar-2
Die Archangelski Ar-2 (russisch Архангельский Ар-2) war ein sowjetisches Bombenflugzeug des Zweiten Weltkriegs und eine Weiterentwicklung der Tupolew SB.

## Entwicklung
Nachdem die Kampfhandlungen des Spanischen Bürgerkriegs aufgezeigt hatten, dass die SB den gestellten Aufgaben als Schnellbomber nicht mehr gewachsen war, wurde im ZAGI unter der Leitung Alexander Archangelskis – der ursprüngliche Leiter des ZAGI, Andrei Tupolew, war im Oktober 1937 im Zuge des Großen Terrors verhaftet worden – ab 1938 mit der Überarbeitung des Musters begonnen; dies betraf als Erstes die Ausstattung mit dem leistungsstärkeren Motor M-105. Neben einer modernisierten und als SB-2M-105 bezeichneten SB entstanden das Projekt MMN und die Weiterentwicklung SB-RK als Sturzbomber mit M-105-Antrieb und Dreiblatt-Luftschrauben, wobei SB-RK für Skorostnoi bomardirowschtschik-Rasresnoje krylo (Скоростной бомбардировщик-Разрезное крыло, Schnellbomber-Schlitzflügel) steht. Dieses Flugzeug besaß geänderte Tragflächen mit um 2,33 m reduzierter Spannweite und um 8 m² verringerter Flügelfläche. Zudem waren die mit Jalousien versehenen Kühleinlässe der Triebwerke in die Stirnseiten der Flächen verlegt worden. Es wurden fünf Exemplare gebaut, die am 15. Juli 1940 den Luftstreitkräften zur Erprobung übergeben wurden. Das erste war noch mit dem Bugstand der SB ausgestattet, der im Ergebnis der Tests spitzer zulaufend umgestaltet wurde. Der zweite Prototyp SB-RK N1/281 war mit Sturzflugbremsen unter den Tragflächen und einer Abfangautomatik ausgerüstet und wurde vom 27. Juli bis 11. August 1940 erprobt. Eine weitere SB-RK wurde vom 26. Juni bis zum 4. September des Jahres für Waffentests, die unter anderem Sturzangriffe im Winkel von 45 bis 50° umfassten, verwendet. Als Resultat der gewonnenen Erkenntnisse wurden eine SB-RK entsprechend umgerüstet, die im Oktober 1940 als eigentliches Ar-2-Ausgangsmuster erstmals flog. Am 29. Oktober folgte ein weiterer Prototyp, der für weitere Waffentests Verwendung fand. Anschließend begann im staatlichen Flugzeugwerk Nr. 22 in Fili die Serienproduktion des Typs, der am 9. Dezember 1940 die offizielle Bezeichnung Ar-2 erhielt. Bis zum Jahresende wurden 71 Exemplare produziert. Während die Serienproduktion lief, absolvierte ein dritter Prototyp ab Januar 1941 die staatliche Abnahme. Ursprünglich war für das Jahr 1941 der Bau von 1000 weiteren Ar-2 vorgesehen, doch wurde die Produktion im Mai 1941 nach 122 weiteren Exemplaren zugunsten der Pe-2 eingestellt. Bis dahin waren annähernd 200 Ar-2 gebaut worden.

## Einsatz
Bei Beginn des deutschen Angriffs auf die Sowjetunion waren fünf Fliegerregimenter der Luftstreitkräfte (WWS) mit der Ar-2 ausgerüstet, vier davon hatten einen gemischten Bestand aus SB und Ar-2. Im Folgenden waren das das 13. Bombenfliegerregiment (BAP) in Ros bei Belastok mit 51 SB/Ar-2, das 33. BAP in Belaja Zerkow mit 54 SB/Ar-2, das 46. BAP in Schaulen mit 61 SB/Ar-2, das 54. BAP in Wilna mit 68 SB/Ar-2 und das 57. BAP in Dundaga mit 36 Ar-2. Hinzu kam die in Kuressaare liegende 71. Bombenfliegerstaffel (BAE) mit 10 Ar-2. Insgesamt waren je nach Quelle 147 bis 165 Ar-2 an der sowjetischen Westgrenze zum deutschen Reich stationiert, von denen allerdings nicht alle mangels ausgebildeter Besatzungen einsatzbereit waren, da das Muster erst wenige Monate zuvor bei den Luftstreitkräften eingeführt worden war. Demzufolge waren auch noch keine Einsatzszenarien für die vorgesehene Rolle als Sturzbomber ausgearbeitet worden. Die Staffeln erlitten bei ihren ersten Einsätzen hohe Verluste, so dass sämtliche Einheiten bis Ende September 1941 mehr oder weniger kampfunfähig waren, da sie den größten Teil ihres Bestandes eingebüßt hatten, und zur Auffrischung von der Front abgezogen wurden. Bis zum Ende des Jahres verloren die WWS 130 Ar-2, davon 35 ohne unmittelbare Kampfeinwirkung. Sie wurden erbeutet oder dem schlechten Ausbildungsstand der Besatzungen Rechnung tragend bei Unfällen zerstört. Die restlichen etwa 20 noch einsatzfähigen Bomber wurden zusammengezogen und Anfang 1942 dem im Moskauer Raum operierenden 1. Nachtbombenfliegerregiment (NBAP) zugeteilt, wo sie noch bis zum Februar Kampfeinsätze flogen. Anschließend erfüllten sie nur noch Transport- und Verbindungsaufgaben im Hinterland.
Auch die Seefliegerkräfte der Baltischen Rotbannerflotte waren mit einigen Ar-2 ausgestattet. Speziell das in Tallinn stationierte und zum größten Teil mit SB ausgerüstete 73. BAP verfügte über 18 Ar-2, die es für Angriffe auf finnische Schiffe und Flugplätze nutzte. Ende Juli war über die Hälfte der Flugzeuge verloren gegangen und das BAP wurde zur Umrüstung auf Pe-2 ins Hinterland verlegt. Die noch verbliebenen Ar-2 nutzten die Seeflieger bis 1944 meist nur noch zur Aufklärung.

## Konstruktion
Die Ar-2 war ein freitragender Mitteldecker in Gemischtbauweise mit ovalem Rumpfquerschnitt, im vorderen Bereich aus Aluminium und im hinteren aus Holz mit Sperrholzbeplankung bestehend. Die Tragfläche war dreiteilig mit geradem Mittelstück und trapezförmigen Außenflächen mit positiver V-Stellung und in Ganzmetall ausgeführt, ebenso das freitragende, in Normalbauweise ausgeführte Leitwerk. Die Haupträder des Heckradfahrwerks waren einziehbar gestaltet und fuhren rückwärts in die verlängerten Motorgondeln ein.

## Technische Daten

Dreiseitenansicht der Ar-2

| Kenngröße             | Daten                                      |
| --------------------- | ------------------------------------------ |
| Besatzung             | 3 (Pilot, Navigator, Funker/Bordschütze)   |
| Spannweite            | 18,00 m                                    |
| Länge                 | 12,50 m                                    |
| Höhe                  | 3,56 m                                     |
| Flügelfläche          | 48,20 m²                                   |
| Flügelstreckung       | 6,7                                        |
| Leermasse             | 4.516 kg                                   |
| Startmasse            | normal 6.660 kg maximal 8.150 kg           |
| Antrieb               | zwei Zwölfzylinder-V-Motoren Klimow M-105R |
| Startleistung         | je 1.100 PS (809 kW)                       |
| Höchstgeschwindigkeit | 475 km/h in 5.000 m Höhe                   |
| Marschgeschwindigkeit | 320 km/h                                   |
| Dienstgipfelhöhe      | 10.000 m                                   |
| Reichweite            | 1.500 km                                   |
| Bewaffnung            | drei 7,62-mm-MG SchKAS                     |
| Bombenlast            | 1.500 kg                                   |